# أوليفر داكورت
أوليفر نيكولاس أندريه داكورت (بالفرنسية: Olivier Nicolas André Dacourt)‏، من مواليد 25 سبتمبر 1974 في مونترويل في فرنسا، لاعب كرة قدم فرنسي.
بدأ مسيرته الكروية مع نادي ستراسبورغ في عام 1992، ولعب معهم حتى عام 1998، وشارك معهم في 127 مباراة وسجل 4 أهداف، وفي موسم 1998/1999 انتقل إلى نادي إيفرتون الإنجليزي، ولعب معهم 30 مباراة وسجل هدفين، وفي موسم 1999/2000 انتقل إلى نادي لينس، ولعب معهم 26 مباراة وهدفين، وفي عام 2000 انتقل إلى نادي ليدز يونايتد الإنجليزي، ولعب معهم حتى عام 2003، وشارك معهم في 57 مباراة وسجل 3 أهداف، وفي عام 2003 انتقل إلى نادي روما الإيطالي، ولعب معهم حتى عام 2006، وشارك معهم في 94 مباراة وسجل هدفين، وقد أنضم لنادي إنتر ميلان الإيطالي في عام 2006 وشارك في 51 مباراة معهم وأنتقل على سبيل الإعارة لنادي فولهام الأنجليزي إلى نهاية الموسم الحالي 2008/09.
ثم انتقل إلى نادي ستاندر لياج البلجيكي ولعب معهم موسم 2009\2010 لعب 8 مباريات ولم يسجل
و قد بدأ باللعب مع منتخب فرنسا لكرة القدم منذ عام 2001.

## روابط خارجية
- أوليفر داكورت على موقع الاتحاد الدولي (مؤرشف)  (الإنجليزية)
- أوليفر داكورت على موقع الاتحاد الأوربي (الإنجليزية)
- أوليفر داكورت على موقع إي إس بي إن إف سي (الإنجليزية)
- أوليفر داكورت على موقع قاعدة بيانات كرة القدم.إي يو (الإنجليزية)
- أوليفر داكورت على موقع ليكيب (الفرنسية)
- أوليفر داكورت على موقع ناشيونال فوتبول تيمز (الإنجليزية)
- أوليفر داكورت على موقع Soccerbase.com (لاعب) (الإنجليزية)
- أوليفر داكورت على موقع Soccerway.com (الإنجليزية)
- أوليفر داكورت على موقع عالم كرة القدم.نت (الإنجليزية)
- أوليفر داكورت على موقع كووورة